# Discografia de Beyoncé
A discografia de Beyoncé, uma cantora e compositora norte-americana de R&B, é formada por sete álbuns de estúdio, quatro álbuns ao vivo, um álbum de remixes, três extended play e cinquenta e nove singles (incluindo vinte promocionais, dez como artista convidada e três de caridade). Beyoncé foi a artista mais certificada na década de 2000 pela Recording Industry Association of America (RIAA). Em 24 de junho de 2003, durante a pausa das Destiny's Child, Beyoncé lançou seu álbum de estreia, Dangerously in Love. A obra ficou em primeiro lugar nos Estados Unidos, no Reino Unido, no Canadá, na Alemanha, na Irlanda, na Noruega e na Grécia. Tendo alcançado a décima sexta posição de Portugal, o álbum vendeu mais de 9 milhões de cópias mundialmente, sendo 5 milhões apenas nos Estados Unidos. Do trabalho, quatro canções foram lançadas como singles: "Crazy in Love", "Baby Boy", "Me, Myself and I" e "Naughty Girl"; tendo todas alcançado as dez primeiras posições da Billboard Hot 100, com as duas primeiras passando, respectivamente, nove e oito semanas no cume. Com "Crazy In Love" e Dangerously In Love, Beyoncé se tornou a primeira artista feminina — e quinta no geral — a ter, simultaneamente, ambos single e álbum no topo das tabelas do Reino Unido e Estados Unidos.
Depois do desmembramento das Destiny's Child, Beyoncé lançou "Check on It" com Slim Thug para trilha sonora de The Pink Panther, tendo ficado na primeira posição da Billboard Hot 100 por cinco semanas, a música foi incluída em seu segundo álbum de estúdio, B'Day (2006), que produziu seis singles incluindo "Déjà Vu", "Irreplaceable" e "Beautiful Liar" que alcançaram as dez primeiras posições do periódico padrão dos Estados Unidos. "Ring the Alarm" se tornou a melhor estreia da artista em território norte-americano quando estreou na 11ª posição da Billboard Hot 100, tendo "Irreplaceable" passado dez semanas consecutivas na primeira posição da mesma tabela entre 2006 e 2007. B'Day vendeu mais de 6 milhões de cópias mundialmente. Seu terceiro álbum, I Am... Sasha Fierce, foi lançado em 2008. Tendo atingido a primeira posição da  Billboard 200 nos Estados Unidos, da Irlanda e da Polônia e número dois em Portugal e no Brasil, vendeu mais de 7 milhões de cópias mundialmente até então. Mais tarde, o registro de originais foi certificado como disco de platina pela Associação Fonográfica Portuguesa (AFP) e como disco de diamante pela Associação Brasileira dos Produtores de Discos (ABPD). Gerou os singles mundiais "Single Ladies (Put a Ring on It)", "If I Were a Boy", "Halo" e "Sweet Dreams"; os quatro alcançaram as dez primeiras posições nos Estados Unidos, sendo que a primeira se tornou a quinta canção da artista a alcançar o topo. "Diva", "Ego", "Video Phone" e "Broken-Hearted Girl" também serviram como faixas de divulgação em países selecionados.
Seu quarto trabalho de originais, 4, foi distribuído em 2011. Atingiu a primeira posição nos Estados Unidos, na Suíça, no Reino Unido, na Irlanda e na França. Vendendo mais de 3 milhões de cópias, o disco gerou 'Run the World (Girls)", "Best Thing I Never Had", "Countdown" e "Love on Top" como singles mundiais e unicamente "Party" em território norte-americano e "End of Time" em território britânico. O seu quinto projeto de originais, BEYONCÉ, que vendeu mais de 3 milhões de cópias ao redor do mundo e 2 milhões nos Estados Unidos, fez dela a primeira artista feminina da história a ter seus cinco primeiros álbuns no topo da Billboard 200. O disco foi o primeiro na carreira da artista a alcançar a primeira posição na Holanda e Austrália. "Drunk in Love" e "XO" foram lançadas simultaneamente como singles.
Lemonade lançado em abril de 2016, como seu sexto álbum de estúdio e segundo visual, após uma semana de lançamento, o disco tornou o seu sexto álbum consecutivo a estrear no topo da Billboard 200, fazendo dela a única artista a ter todos os seus 6 primeiros álbuns a debutar em primeiro lugar.
O sétimo álbum de estúdio de Beyoncé, Renaissance, foi lançado em julho de 2022 e também estreou em primeiro lugar na Billboard 200, estendendo o recorde de única artista a ter todos os seus 7 primeiros álbuns a debutar em primeiro lugar. O primeiro single do álbum "Break My Soul" alcançou o primeiro lugar nos Estados Unidos na Billboard Hot 100 e vários outros países em todo o mundo. Cowboy Carter, oitavo álbum de estúdio, foi lançado em 29 de março de 2024 como segundo ato de uma trilogia, tendo sua promoção iniciada pelos singles Texas Hold'Em e 16 Carriages lançados simultaneamente em 11 de fevereiro de 2024.

## Álbuns

### Álbuns de estúdio
| Título | Melhor posição nas tabelas musicais | Melhor posição nas tabelas musicais | Melhor posição nas tabelas musicais | Melhor posição nas tabelas musicais | Melhor posição nas tabelas musicais | Melhor posição nas tabelas musicais | Melhor posição nas tabelas musicais | Melhor posição nas tabelas musicais | Melhor posição nas tabelas musicais | Melhor posição nas tabelas musicais | Melhor posição nas tabelas musicais | Melhor posição nas tabelas musicais | Vendas                                              | Certificações     |
| Título | EUA                                 | ALE                                 | AUS                                 | CAN                                 | FRA                                 | HOL                                 | IRL                                 | JAP                                 | NZL                                 | POR                                 | RU                                  | SUI                                 | Vendas                                              | Certificações     |
| --- | ----------------------------------- | ----------------------------------- | ----------------------------------- | ----------------------------------- | ----------------------------------- | ----------------------------------- | ----------------------------------- | ----------------------------------- | ----------------------------------- | ----------------------------------- | ----------------------------------- | ----------------------------------- | --------------------------------------------------- | ----------------- |
| Dangerously in Love - Lançamento: 24 de junho de 2003 - Gravadora: Columbia - Formatos: CD, cassete, download digital                    | 1                                   | 1                                   | 2                                   | 1                                   | 14                                  | 4                                   | 1                                   | 12                                  | 8                                   | 16                                  | 1                                   | 2                                   | - : 1,200,000                                       | - SUI: Platina    |
| B'Day - Lançamento: 4 de setembro de 2006 - Gravadora: Columbia - Formatos: CD, CD/DVD, download digital                                 | 1                                   | 5                                   | 8                                   | 3                                   | 12                                  | 5                                   | 3                                   | 4                                   | 8                                   | 8                                   | 3                                   | 2                                   | - : 385,078 (standard version)                      | - IFPI: Ouro      |
| I Am... Sasha Fierce - Lançamento: 18 de novembro de 2008 - Gravadora: Columbia - Formatos: CD, CD/DVD, download digital                 | 1                                   | 3                                   | 6                                   | 17                                  | 20                                  | 6                                   | 1                                   | 3                                   | 3                                   | 2                                   | 2                                   | 7                                   | - : 1,690,000                                       | - SUI: Ouro       |
| 4 - Lançamento: 28 de junho de 2011 - Gravadora: Parkwood, Columbia - Formatos: CD, download digital                                     | 1                                   | 5                                   | 2                                   | 3                                   | 1                                   | 2                                   | 1                                   | 10                                  | 3                                   | 3                                   | 1                                   | 1                                   | - : 9,000,000 - : 1,000,000 - : 120,000 - : 700.000 | - BPI: 2× Platina |
| Beyoncé - Lançamento: 13 de dezembro de 2013 - Gravadora: Parkwood, Columbia - Formatos: CD, download digital                            | 1                                   | 11                                  | 1                                   | 1                                   | 10                                  | 1                                   | 2                                   | 11                                  | 2                                   | 3                                   | 2                                   | 4                                   | - : 418,000                                         | - IFPI: Ouro      |
| Lemonade - Lançamento: 23 de abril de 2016 - Gravadora: Parkwood, Columbia - Formatos: CD, download digital, streaming                   | 1                                   | 3                                   | 1                                   | 1                                   | 7                                   | 1                                   | 1                                   | 43                                  | 1                                   | 1                                   | 1                                   | 1                                   | - : 6,500,000 - : 1,600,000 - : 400,000             | - BPI: Platina    |
| Renaissance - Lançamento: 29 de julho de 2022 - Gravadora: Parkwood, Columbia - Formatos: CD, download digital, streaming, box set, LP   | 1                                   | 1                                   | 1                                   | 1                                   | 1                                   | 1                                   | 1                                   | 40                                  | 1                                   | 1                                   | 1                                   | 3                                   | - : 2,000,000 - : 160,000 - : 300,000               | - BPI: Platina    |
| Cowboy Carter - Lançamento: 29 de março de 2024 - Gravadora: Parkwood, Columbia - Formatos: CD, download digital, streaming, box set, LP | 1                                   | 1                                   | 1                                   | 1                                   | 1                                   | 1                                   | 1                                   | 45                                  | 1                                   | 1                                   | 1                                   | 1                                   | - : 1,000,000 - : 40,000 - : 100,000                | - BPI: Ouro       |

### Álbuns colaborativos
| Título | Melhor posição nas tabelas musicais | Melhor posição nas tabelas musicais | Melhor posição nas tabelas musicais | Melhor posição nas tabelas musicais | Melhor posição nas tabelas musicais | Melhor posição nas tabelas musicais | Melhor posição nas tabelas musicais | Melhor posição nas tabelas musicais | Melhor posição nas tabelas musicais | Melhor posição nas tabelas musicais | Melhor posição nas tabelas musicais | Melhor posição nas tabelas musicais | Vendas       | Certificações |
| Título | EUA                                 | ALE                                 | AUS                                 | CAN                                 | FRA                                 | HOL                                 | IRL                                 | JAP                                 | NZL                                 | POR                                 | RU                                  | SUI                                 | Vendas       | Certificações |
| --- | ----------------------------------- | ----------------------------------- | ----------------------------------- | ----------------------------------- | ----------------------------------- | ----------------------------------- | ----------------------------------- | ----------------------------------- | ----------------------------------- | ----------------------------------- | ----------------------------------- | ----------------------------------- | ------------ | ------------- |
| Everything Is Love (com Jay-Z) - Lançamento: 16 de junho de 2018 - Gravadora: Parkwood - Formatos: CD, download digital, streaming | 2                                   | 23                                  | 6                                   | 4                                   | 33                                  | 4                                   | 10                                  | —                                   | 12                                  | 10                                  | 5                                   | 5                                   | - :1.400.000 |               |
| The Lion King: The Gift (2019) (Para o live-action O Rei Leão e que acompanha o filme Black Is King)                               |                                     |                                     |                                     |                                     |                                     |                                     |                                     |                                     |                                     |                                     |                                     |                                     |              |               |
| "—" Não entrou na tabela musical deste país.                                                                                       |                                     |                                     |                                     |                                     |                                     |                                     |                                     |                                     |                                     |                                     |                                     |                                     |              |               |

### Álbuns ao vivo
| 2004                                         | Live at Wembley - Lançado: 26 de abril de 2004 - Gravadora: Columbia Records - Formatos: CD/DVD, download digital                           | 17 | 8  | 59 | —  | 8  | 73 | - : 197,000 |
| 2007                                         | The Beyoncé Experience Live - Lançado: 16 de novembro de 2007 - Gravadora: Columbia Records - Formatos: CD/DVD, download digital            | —  | —  | —  | —  | 22 | —  |             |
| 2009                                         | I Am... Yours: An Intimate Performance at Wynn Las Vegas - Lançado: 20 de novembro de 2009 - Gravadora: Columbia Records - Formatos: CD/DVD | —  | —  | 85 | 66 | 43 | —  |             |
| 2010                                         | I Am... World Tour - Lançado: 30 de novembro de 2010 - Gravadora: Columbia Records - Formatos: CD/DVD, download digital                     | —  | 40 | —  | —  | 76 | —  |             |
| 2019                                         | Homecoming: The Live Album ↵ - Lançado: 17de abri de 2019 - Gravadora: Columbia Records - Formatos: CD/DVD, download digital                | ?  | ?  | ?  | ?  | ?  | ?  |             |
| "—" Não entrou na tabela musical deste país. | |    |    |    |    |    |    |             |

### Extended plays(EP)
| Título | Melhor posição | Melhor posição | Vendas   |
| Título | EUA            | EUA R&B        | Vendas   |
| --- | -------------- | -------------- | -------- |
| Irreemplazable - Lançamento: 28 de agosto de 2007 - Gravadora: Columbia Records - Formatos: CD/DVD, download digital | 105            | 41             | - 57,000 |
| 4: The Remix - Lançamento: 23 de abril de 2012 - Gravadora: Columbia Records - Formatos: Download digital            | —              | 30             |          |

### Álbuns de compilação
| Álbum | Melhor posição | Melhor posição | Melhor posição | Vendas     |
| Álbum | EUA            | EUA R&B        | CRO            | Vendas     |
| --- | -------------- | -------------- | -------------- | ---------- |
| Dangerously in Love/Live at Wembley - Lançado: 8 de dezembro de 2008 - Gravadora: Columbia Records - Formatos: CD/DVD                                   | —              | —              | 37             |            |
| Above and Beyoncé - Video Collection & Dance Mixes - Lançamento: 16 de junho de 2009 - Gravadora: Columbia Records - Formatos: CD/DVD, download digital | 35             | 23             | —              | - : 25,000 |

### Outros álbuns
| Título | Notas |
| --- | --- |
| True Star: A Private Performance - Lançamento: 2004 - Gravadora: Sony Music Entertainment - Formato: CD                    | - CD single que vem acompanhado com a fragrância True Star por Tommy Hilfiger, contendo as canções "Wishing on a Star" e "Naïve". |
| Speak My Mind - Lançamento: 1 de janeiro de 2005 - Gravadora: Sony Music Entertainment - Formatos: CD, download digital    | - Contém remixes e outtakes do Dangerously In Love.                                                                               |
| Beyoncé Karaoke Hits, Vol. I - Lançamento: 11 de março de 2008 - Gravadora: Columbia Records - Formatos: Download digital] | - Contém versões karaokê de algumas músicas do B'Day.                                                                             |
| Live in Vegas Instrumentals - Lançamento: 28 de setembro de 2010 - Gravadora: Columbia - Formato: Download digital         | - Álbum instrumental ao vivo a partir do I Am... Yours: An Intimate Performance at Wynn Las Vegas.                                |
| Heat - Lançamento: fevereiro de 2011 - Gravadora: Columbia Records - Formatos: CD                                          | - CD que vem acompanhado com a fragrância Heat, contendo versões remixes das músicas do I Am... Sasha Fierce.                     |

## Singles

### Como artista principal
| Ano  | Obra                                                        | Melhores posições atingidas | Melhores posições atingidas | Melhores posições atingidas | Melhores posições atingidas | Melhores posições atingidas | Melhores posições atingidas | Melhores posições atingidas | Melhores posições atingidas | Melhores posições atingidas | Melhores posições atingidas | Certificações                                                                             | Álbum                       |
| Ano  | Obra                                                        | EUA                         | RU                          | ALE                         | AUS                         | CAN                         | HOL                         | IRL                         | JAP                         | NZL                         | SUI                         | Certificações                                                                             | Álbum                       |
| ---- | ----------------------------------------------------------- | --------------------------- | --------------------------- | --------------------------- | --------------------------- | --------------------------- | --------------------------- | --------------------------- | --------------------------- | --------------------------- | --------------------------- | ----------------------------------------------------------------------------------------- | --------------------------- |
| 2002 | "Work It Out"                                               | —                           | 7                           | 75                          | 21                          | —                           | 30                          | 12                          | —                           | 36                          | 48                          | - : Ouro                                                                                  | Austin Powers in Goldmember |
| 2003 | "Crazy in Love" (com Jay-Z)                                 | 1                           | 1                           | 6                           | 2                           | 2                           | 2                           | 1                           | 3                           | 2                           | 3                           | - : Ouro                                                                                  | Dangerously in Love         |
| 2003 | "Fighting Temptation" (com Missy Elliot, MC Lyte & Free)    | —                           | —                           | 54                          | —                           | —                           | 13                          | —                           | —                           | —                           | 42                          |                                                                                           | The Fighting Temptations    |
| 2003 | "Baby Boy" (com Sean Paul)                                  | 1                           | 2                           | 4                           | 3                           | 2                           | 11                          | 6                           | 3                           | 2                           | 5                           | - : Platina                                                                               | Dangerously in Love         |
| 2003 | "Me, Myself and I"                                          | 4                           | 11                          | 35                          | 11                          | 7                           | 14                          | 21                          | —                           | 18                          | 41                          | - : Ouro                                                                                  | Dangerously in Love         |
| 2004 | "Naughty Girl"                                              | 3                           | 10                          | 16                          | 9                           | 2                           | 10                          | 14                          | —                           | 6                           | 18                          | - : Ouro                                                                                  | Dangerously in Love         |
| 2005 | "Check on It" (com Slim Thug)                               | 1                           | 3                           | 11                          | —                           | 5                           | 5                           | 2                           | 3                           | 1                           | 7                           | - : Platina                                                                               | #1's                        |
| 2006 | "Déjà Vu" (com Jay-Z)                                       | 4                           | 1                           | 9                           | 12                          | 8                           | 17                          | 3                           | 2                           | 15                          | 3                           | - : Ouro                                                                                  | B'Day                       |
| 2006 | "Ring the Alarm"                                            | 11                          | —                           | —                           | —                           | —                           | —                           | —                           | —                           | —                           | —                           | - : Ouro                                                                                  | B'Day                       |
| 2006 | "Irreplaceable"                                             | 1                           | 4                           | 11                          | 1                           | 2                           | 3                           | 1                           | 1                           | 1                           | 9                           | - : Ouro                                                                                  | B'Day                       |
| 2007 | "Listen"                                                    | 61                          | 8                           | 18                          | 32                          | —                           | —                           | 6                           | —                           | —                           | 10                          | - : Ouro                                                                                  | Dreamgirls                  |
| 2007 | "Beautiful Liar" (com Shakira)                              | 3                           | 1                           | 1                           | 5                           | 2                           | 1                           | 1                           | 1                           | 1                           | 1                           | - : Ouro                                                                                  | B'Day                       |
| 2007 | "Get Me Bodied"                                             | 46                          | —                           | —                           | —                           | —                           | —                           | —                           | —                           | —                           | —                           |                                                                                           | B'Day                       |
| 2007 | "Green Light"                                               | —                           | 12                          | —                           | —                           | —                           | 18                          | 46                          | —                           | —                           | —                           |                                                                                           | B'Day                       |
| 2008 | "If I Were a Boy"                                           | 3                           | 1                           | 3                           | 3                           | 4                           | 1                           | 2                           | 5                           | 2                           | 3                           | - : Ouro - : 3× Platina - : 2× Platina - : 2× Platina - : Platina - : Platina - : Platina | I Am... Sasha Fierce        |
| 2008 | "Single Ladies (Put a Ring on It)"                          | 1                           | 7                           | 3                           | 5                           | 2                           | 8                           | 4                           | 14                          | 2                           | 40                          | - : Platina                                                                               | I Am... Sasha Fierce        |
| 2008 | "At Last"                                                   | 67                          | —                           | —                           | —                           | 79                          | —                           | —                           | —                           | —                           | —                           |                                                                                           | Cadillac Records            |
| 2009 | "Diva"                                                      | 19                          | 72                          | —                           | 40                          | —                           | —                           | —                           | 50                          | —                           | —                           | - : Ouro                                                                                  | I Am... Sasha Fierce        |
| 2009 | "Halo"                                                      | 5                           | 4                           | 5                           | 3                           | 3                           | 9                           | 4                           | 17                          | 2                           | 4                           | - : Platina                                                                               | I Am... Sasha Fierce        |
| 2009 | "Ego"                                                       | 39                          | 60                          | —                           | —                           | —                           | 42                          | —                           | —                           | 11                          | —                           | - : Ouro                                                                                  | I Am... Sasha Fierce        |
| 2009 | "Sweet Dreams"                                              | 10                          | 5                           | 8                           | 2                           | 21                          | 26                          | 4                           | 4                           | 1                           | 24                          | - : Ouro                                                                                  | I Am... Sasha Fierce        |
| 2009 | "Broken-Hearted Girl"                                       | —                           | 27                          | 14                          | 14                          | —                           | —                           | 20                          | —                           | —                           | 79                          |                                                                                           | I Am... Sasha Fierce        |
| 2009 | "Video Phone" (com Lady Gaga)                               | 65                          | 58                          | —                           | 31                          | —                           | 49                          | —                           | —                           | 32                          | —                           |                                                                                           | I Am... Sasha Fierce        |
| 2010 | "Why Don't You Love Me"                                     |                             |                             |                             |                             |                             |                             |                             |                             |                             |                             |                                                                                           | I Am... Sasha Fierce        |
| 2011 | "Run the World (Girls)"                                     | 29                          | 11                          | —                           | 10                          | 16                          | 25                          | 11                          | _                           | 9                           | 22                          | - : 2× Platina - : Platina - : Platina - : Ouro - : Ouro                                  | 4                           |
| 2011 | "Best Thing I Never Had"                                    | 16                          | 3                           | 29                          | 17                          | 27                          | 23                          | 2                           | 18                          | 5                           | 35                          | - : Ouro                                                                                  | 4                           |
| 2011 | "Party" (com André 3000)                                    | 50                          | —                           | —                           | —                           | —                           | —                           | —                           | —                           | —                           | —                           |                                                                                           | 4                           |
| 2011 | "Countdown"                                                 | 71                          | 35                          | —                           | —                           | 70                          | —                           | 45                          | —                           | —                           | —                           | - : Ouro                                                                                  | 4                           |
| 2011 | "Love on Top"                                               | 20                          | 13                          | —                           | 20                          | 65                          | 25                          | 85                          | 3                           | 14                          | —                           | - : 2× Platina - : Platina - : Prata                                                      | 4                           |
| 2012 | "End of Time"                                               | 113                         | 39                          | —                           | —                           | —                           | —                           | 27                          | —                           | —                           | —                           |                                                                                           | 4                           |
| 2013 | "XO"                                                        | 46                          | 23                          | 68                          | 16                          | 36                          | 37                          | 15                          | 15                          | 10                          | —                           | - : Platina - : Ouro - : Platina                                                          | Beyoncé                     |
| 2013 | "Drunk in Love" (com Jay-Z)                                 | 2                           | 9                           | 70                          | 22                          | 23                          | 45                          | 10                          | 92                          | 7                           | 40                          | - : Platina                                                                               | Beyoncé                     |
| 2014 | "Partition"                                                 | 23                          | 74                          | —                           | —                           | —                           | —                           | 57                          | —                           | —                           | —                           | - : Platina                                                                               | Beyoncé                     |
| 2014 | "Pretty Hurts"                                              | 113                         | 65                          | 83                          | 47                          | 78                          | 87                          | 56                          | —                           | —                           | 67                          |                                                                                           | Beyoncé                     |
| 2014 | "Flawless" (com Chimamanda Ngozi Adichie ou Nicki Minaj)    | 41                          | 65                          | —                           | —                           | 88                          | —                           | 77                          | —                           | —                           | —                           |                                                                                           | Beyoncé                     |
| 2014 | "7/11"                                                      | 13                          | 33                          | 78                          | 41                          | 27                          | 48                          | 54                          | 9                           | 24                          | 74                          | - : Platina - : Ouro - : Prata                                                            | Beyoncé                     |
| 2016 | "Formation"                                                 | 10                          | 31                          | 74                          | 17                          | 32                          | —                           | 59                          | —                           | —                           | —                           | - : Platina - : Ouro - : Ouro                                                             | Lemonade                    |
| 2016 | "Sorry"                                                     | 11                          | 33                          | —                           | 74                          | 40                          | —                           | 82                          | —                           | —                           | —                           | - : Platina                                                                               | Lemonade                    |
| 2016 | "Hold Up"                                                   | 13                          | 11                          | —                           | 25                          | 37                          | —                           | 52                          | —                           | —                           | —                           | - : Ouro - : Ouro - : Prata                                                               | Lemonade                    |
| 2016 | "Freedom" (com Kendrick Lamar)                              | 35                          | 40                          | —                           | 62                          | 60                          | —                           | 95                          | —                           | —                           | —                           |                                                                                           | Lemonade                    |
| 2016 | "All Night"                                                 | 38                          | 60                          | —                           | —                           | 73                          | —                           | —                           | —                           | —                           | —                           |                                                                                           | Lemonade                    |
| 2017 | "Perfect Duet" (com Ed Sheeran)                             |                             |                             |                             |                             |                             |                             |                             |                             |                             |                             |                                                                                           | Não adicionado a um álbum   |
| 2019 | "Spirit"                                                    |                             |                             |                             |                             |                             |                             |                             |                             |                             |                             |                                                                                           | The Lion King: The Gift     |
| 2019 | "Brown Skin Girl" (com Saint Jhn, Wizkid e Blue Ivy Carter) |                             |                             |                             |                             |                             |                             |                             |                             |                             |                             |                                                                                           | The Lion King: The Gift     |
| 2020 | "Black Parade"                                              |                             |                             |                             |                             |                             |                             |                             |                             |                             |                             |                                                                                           | The Lion King: The Gift     |
| 2021 | "Be Alive"                                                  |                             |                             |                             |                             |                             |                             |                             |                             |                             |                             |                                                                                           | Não adicionado a um álbum   |
| 2022 | "Break My Soul"                                             | 1                           | 2                           | 42                          | 6                           | 4                           | 29                          | 1                           | 4                           | 16                          | 15                          |                                                                                           | Renaissance                 |
| 2022 | "Cuff It"                                                   | 6                           | 5                           | 29                          | 8                           | 16                          | 23                          | 6                           | 18                          | 3                           | 18                          |                                                                                           | Renaissance                 |
| 2023 | "America Has a Problem"                                     |                             |                             |                             |                             |                             |                             |                             |                             |                             |                             |                                                                                           | Renaissance                 |
| 2023 | "My House"                                                  |                             |                             |                             |                             |                             |                             |                             |                             |                             |                             |                                                                                           | Não adicionado a um álbum   |
| 2024 | "Texas Hold 'Em"                                            |                             |                             |                             |                             |                             |                             |                             |                             |                             |                             |                                                                                           | Cowboy Carter               |
| 2024 | "16 Carriages"                                              |                             |                             |                             |                             |                             |                             |                             |                             |                             |                             |                                                                                           | Cowboy Carter               |

Notas
1. ↑  Single apenas nos EUA.
2. 1 2  Não foi lançado nos EUA.
3. ↑  Lançado apenas em alguns países europeus e na Holanda como Freemasons remix.

### Como artista convidada
| 2000                                         | "I Got That" (com Amil)                                    | —   | —  | —  | —  | —  | —  | —  | —  | —  | —   | —  |                                                   | All Money Is Legal                   |
| 2002                                         | "'03 Bonnie & Clyde" (com Jay-Z)                           | 4   | 2  | 6  | 2  | 6  | 9  | 8  | —  | 4  | 2   | 1  | - : Ouro                                          | The Blueprint²: The Gift & The Curse |
| 2004                                         | "The Closer I Get To You" (com Luther Vandross)            | —   | 62 | —  | —  | —  | —  | —  | —  | —  | —   | —  |                                                   | Dance with My Father                 |
| 2007                                         | "Hollywood" (com Jay Z)                                    | —   | 58 | —  | —  | —  | —  | —  | —  | —  | —   | —  |                                                   | Kingdom Come                         |
| 2007                                         | "Amor Gitano" (com Alejandro Fernández)                    | —   | —  | —  | —  | —  | —  | —  | —  | —  | —   | —  |                                                   | Viento a Favor                       |
| 2007                                         | "Until the End of Time" (com Justin Timberlake)            | 17  | 3  | —  | —  | —  | —  | —  | —  | 31 | —   | —  | - : Ouro                                          | FutureSex/LoveSounds                 |
| 2008                                         | "Love in This Club, Part II" (com Usher e Lil Wayne)       | 18  | 7  | —  | 96 | 69 | —  | —  | —  | —  | —   | —  | - : Ouro                                          | Here I Stand                         |
| 2010                                         | "Put It in a Love Song" (com Alicia Keys)                  | —   | 60 | —  | 18 | 71 | —  | 26 | —  | 24 | —   | —  | - : Ouro                                          | The Element of Freedom               |
| 2010                                         | "Telephone" (com Lady Gaga)                                | 3   | —  | 3  | 3  | 3  | 6  | 1  | 21 | 1  | 3   | 1  | - : Platina                                       | The Fame Monster                     |
| 2011                                         | "Lift Off" (com Kanye West, Jay-Z)                         | —   | 89 | —  | —  | —  | —  | —  | —  | —  | 48  | —  |                                                   | Watch the Throne                     |
| 2014                                         | "Part II (On the Run)" (com Jay-Z)                         | 81  | 29 | —  | —  | —  | —  | —  | —  | —  | 93  | —  |                                                   | Magna Carta Holy Grail               |
| 2014                                         | "Say Yes" (com Michelle Williams e Kelly Rowland)          | 109 | —  | —  | —  | —  | —  | —  | —  | —  | 106 | —  |                                                   | Journey to Freedom                   |
| 2015                                         | "Runnin' (Lose It All)" (com Naughty Boy e Arrow Benjamin) | 90  | —  | 85 | 22 | 61 | 14 | 12 | —  | 10 | 4   | 23 |                                                   | Single sem álbum                     |
| 2016                                         | "Hymn for the Weekend" (com Coldplay)                      | 64  | _  | 31 | 25 | 32 | 27 | 10 | _  | 7  | 10  | 13 |                                                   | A Head Full of Dreams                |
| 2017                                         | "Walk on Water" (com Eminem)                               | —   | —  |    | 14 | —  | —  | —  | —  | —  | —   | —  |                                                   | Revival                              |
| 2018                                         | "Top Off" (com DJ Khaled, Jay-Z, e Future)                 | 22  | —  | 98 | —  | 48 | —  | 67 | —  | —  | —   | 66 |                                                   | Father of Asahd                      |
| 2022                                         | "Savage Remix" (com Megan Thee Stallion)                   | 1   | —  | —  | —  | 9  | 28 | —  | —  | 2  | —   | —  | - RIAA: 4× Platina - BPI: Platina - RMNZ: Platina | Good News                            |
| "—" Não entrou na tabela musical deste país. |                                                            |     |    |    |    |    |    |    |    |    |     |    |                                                   |                                      |

### Singlespromocionais
| 2006                                         | "One Night Only"         | —  | —   | — | — | —  | — | — | — | — | 67 | — | Dreamgirls: Music from the Motion Picture |
| 2007                                         | "Upgrade U" (com: Jay-Z) | 59 | 11  | — | — | —  | — | — | — | — | —  | — | B'Day                                     |
| 2009                                         | "Si Yo Fuera un Chico"   | —  | —   | — | — | —  | — | — | — | — | —  | — | I Am... Sasha Fierce                      |
| 2009                                         | "Sing A Song"            | —  | —   | — | — | —  | — | — | — | — | —  | — | Wow! Wow! Wubbzy!: Sing-a-Song            |
| 2010                                         | "Fever"                  | —  | —   | — | — | —  | — | — | — | — | —  | — | Heat                                      |
| 2010                                         | "Wishing on a Star"      | —  | —   | — | — | —  | — | — | — | — | —  | — | Live at Wembley                           |
| 2011                                         | "1+1"                    | 57 | 105 | — | — | 82 | — | — | — | — | 71 | — | 4                                         |
| "—" Não entrou na tabela musical deste país. |                          |    |     |   |   |    |   |   |   |   |    |   |                                           |

### Singlespara caridade
| Ano                                          | Título                                                         | Melhor posição | Melhor posição | Melhor posição | Melhor posição | Melhor posição | Melhor posição | Melhor posição | Melhor posição | Melhor posição | Melhor posição | Melhor posição | Álbum                                                                                      |
| Ano                                          | Título                                                         | EUA            | EUA R&B        | ALE            | AUS            | CAN            | HOL            | IRL            | JAP            | NZL            | UK             | SUI            | Álbum                                                                                      |
| -------------------------------------------- | -------------------------------------------------------------- | -------------- | -------------- | -------------- | -------------- | -------------- | -------------- | -------------- | -------------- | -------------- | -------------- | -------------- | ------------------------------------------------------------------------------------------ |
| 2003                                         | "What More Can I Give" (com Michael Jackson e outros artistas) | —              | —              | —              | —              | —              | —              | —              | —              | —              | —              | —              | Para homenagear as vítimas dos ataques de 11 de setembro de 2001.                          |
| 2004                                         | "The Star Spangled Banner" (performance no Super Bowl XXXVIII) | —              | —              | —              | —              | —              | —              | —              | —              | —              | —              | —              | Gravada ao vivo durante o Super Bowl XXXVIII.                                              |
| 2008                                         | "Just Stand Up!" (com as cantoras do Stand Up to Cancer)       | 11             | 57             | —              | 39             | 10             | —              | 11             | 85             | 19             | 26             | —              | Parte da campanha Stand Up to Cancer.                                                      |
| 2011                                         | "God Bless the USA"                                            | —              | —              | —              | —              | —              | —              | —              | —              | —              | —              | —              | Para arrecadar fundos para o New York Police and Fire Widows' and Children's Benefit Fund. |
| 2011                                         | "Irreplaceable" (ao vivo no Glastonbury)                       | —              | —              | —              | —              | —              | —              | —              | —              | —              | 33             | —              | Para arrecadar fundos para as fundações Oxfam, WaterAid & Greenpeace.                      |
| "—" Não entrou na tabela musical deste país. |                                                                |                |                |                |                |                |                |                |                |                |                |                |                                                                                            |

### Outras canções
| 2003                                         | "Sexy Lil' Thug"                              | —   | 67  | 20 | —  | —  | —  | —  | 55 | — | —   | —  |          | Speak My Mind                               |
| 2004                                         | "Dangerously in Love 2"                       | 57  | 17  | —  | —  | —  | —  | —  | —  | — | —   | —  | - : Ouro | Dangerously in Love                         |
| 2006                                         | "Kitty Kat"                                   | —   | 66  | —  | —  | —  | —  | —  | —  | — | —   | —  |          | B'Day                                       |
| 2006                                         | "Lost Your Mind"                              | —   | 117 | —  | —  | —  | —  | —  | —  | — | —   | —  |          | B'Day                                       |
| 2006                                         | "Freakum Dress"                               | —   | 116 | —  | —  | —  | —  | —  | —  | — | —   | —  |          | B'Day                                       |
| 2006                                         | "Resentment"                                  | —   | 111 | —  | —  | —  | —  | —  | —  | — | —   | —  |          | B'Day                                       |
| 2007                                         | "Irreemplazable"                              | —   | —   | 78 | —  | —  | —  | —  | —  | — | —   | —  |          | Irreemplazable                              |
| 2008                                         | "Ave Maria"                                   | —   | —   | —  | —  | —  | —  | —  | —  | — | 150 | —  |          | I Am... Sasha Fierce                        |
| 2008                                         | "Honesty"                                     | —   | —   | —  | —  | —  | —  | —  | 79 | — | —   | —  |          | I Am... Sasha Fierce                        |
| 2009                                         | "Radio"                                       | —   | —   | —  | —  | —  | 14 | —  | —  | — | —   | —  |          | I Am... Sasha Fierce                        |
| 2010                                         | "Halo (ao vivo)"                              | 105 | —   | —  | —  | 54 | —  | —  | —  | — | —   | —  |          | Hope for Haiti Now                          |
| 2010                                         | "Love a Woman" (Mary J. Blige com Beyoncé)    | —   | 89  | —  | —  | —  | —  | —  | —  | — | —   | —  |          | My Life II... The Journey Continues (Act 1) |
| 2011                                         | "I Miss You"                                  | —   | —   | —  | —  | —  | —  | —  | —  | — | 184 | —  |          | 4                                           |
| 2011                                         | "I Was Here"                                  | —   | —   | —  | 85 | —  | —  | 88 | —  | — | 131 | 74 |          | 4                                           |
| 2012                                         | "Dance For You"                               | 78  | 7   | —  | —  | —  | —  | —  | —  | — | 147 | —  |          | 4                                           |
| 2013                                         | "Mine" (com Drake)                            | 82  | 25  | —  | —  | 82 | —  | —  | —  | — | 65  | —  |          | Beyoncé                                     |
| 2013                                         | "Blow"                                        | —   | 48  | —  | —  | —  | —  | —  | —  | — | 81  | —  |          | Beyoncé                                     |
| 2014                                         | "Standing on the Sun" (Remix) (com Mr. Vegas) | —   | 45  | —  | —  | —  | —  | —  | —  | — | 170 | —  |          | Beyoncé                                     |
| 2014                                         | "Ring Off"                                    | 105 | 31  | —  | —  | —  | 84 | —  | —  | — | 81  | —  |          | Beyoncé                                     |
| 2014                                         | "Feeling Myself" (Nicki Minaj com Beyoncé)    | 43  | 12  | —  | —  | —  | 84 | —  | —  | — | 81  | —  |          | The Pinkprint                               |
| 2016                                         | "Pray You Catch Me"                           |     |     |    |    |    |    |    |    |   |     |    |          | Lemonade                                    |
| 2016                                         | "Don't Hurt Yourself" (com Jack White)        |     |     |    |    |    |    |    |    |   |     |    |          | Lemonade                                    |
| 2016                                         | "6 Inch" (com The Weeknd)                     |     |     |    |    |    |    |    |    |   |     |    |          | Lemonade                                    |
| 2016                                         | "Love Drought"                                |     |     |    |    |    |    |    |    |   |     |    |          | Lemonade                                    |
| 2016                                         | "Sandcastles"                                 |     |     |    |    |    |    |    |    |   |     |    |          | Lemonade                                    |
| 2016                                         | "Forward" (com James Blake)                   |     |     |    |    |    |    |    |    |   |     |    |          | Lemonade                                    |
| 2019                                         | "Before I Let Go"                             |     |     |    |    |    |    |    |    |   |     |    |          | Homecoming: The Live Album                  |
| 2019                                         | "Can You Feel the Love Tonight"               |     |     |    |    |    |    |    |    |   |     |    |          | The Lion King                               |
| 2019                                         | "Bigger"                                      |     |     |    |    |    |    |    |    |   |     |    |          | The Lion King: The Gift                     |
| 2019                                         | "Find Your Way Back"                          |     |     |    |    |    |    |    |    |   |     |    |          | The Lion King: The Gift                     |
| 2019                                         | "Already" (com Shatta Wale e Major Lazer)     |     |     |    |    |    |    |    |    |   |     |    |          | The Lion King: The Gift                     |
| "—" Não entrou na tabela musical deste país. |                                               |     |     |    |    |    |    |    |    |   |     |    |          |                                             |